# Drapeau du Liban
Le drapeau du Liban est le pavillon national et le drapeau national de la République libanaise. Sur celui-ci figure l'arbre emblématique du pays : le cèdre du Liban sur fond blanc, inscrit entre deux bandes rouges horizontales.

## Symbolique
La présence et la position du cèdre au milieu du drapeau est directement inspirée du cèdre des montagnes du Liban (Cedrus libani). Le cèdre est un symbole de sainteté, d'éternité et de paix. Emblème de longévité, le cèdre du Liban trouve son origine dans de nombreuses références bibliques.

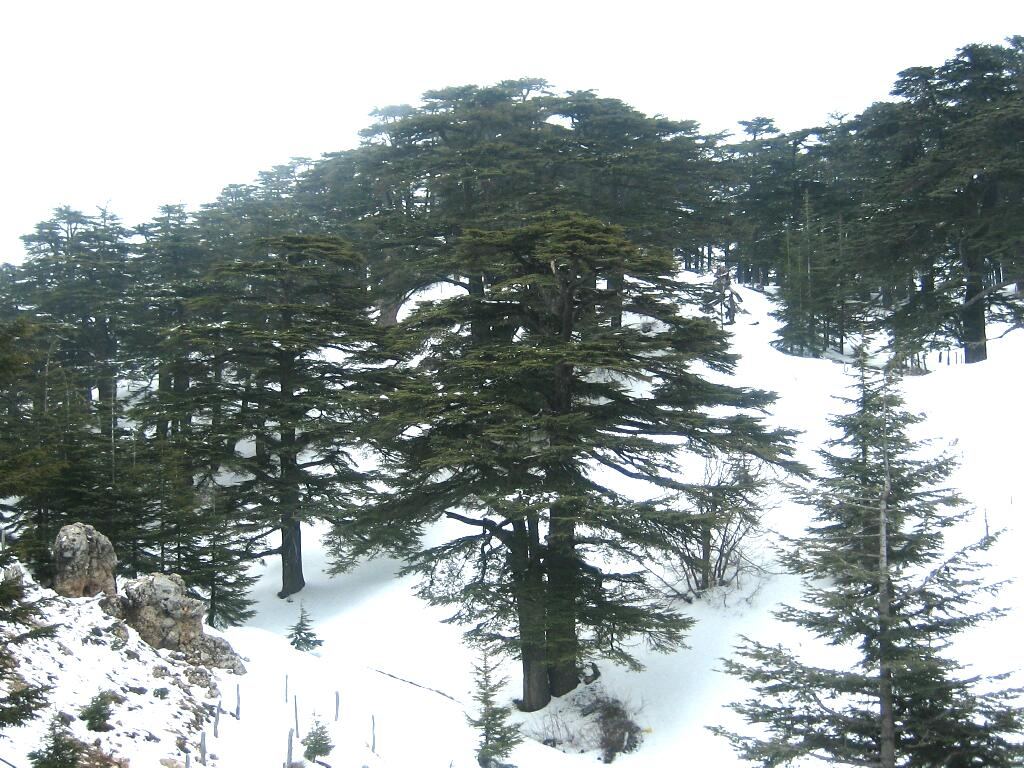
Les Cèdres de Dieu couvraient autrefois le Mont-Liban

Le cèdre du Liban est mentionné soixante dix-sept fois dans la Bible, notamment dans le livre Psaume au chapitre 92 verset 13 où il est mentionné que : « les justes poussent comme le palmier, ils s'élèvent comme un cèdre du Liban » et au chapitre 104, verset 16, où il est mentionné : « [l]es arbres de l'Éternel se rassasient, les cèdres du Liban, qu'il a plantés ».
Alphonse de Lamartine (1790-1869), émerveillé par les cèdres du Liban lors de son voyage en Orient en compagnie de sa fille Julia, eut ces paroles : « [l]es cèdres du Liban sont les reliques des siècles et de la nature, les monuments naturels les plus célèbres de l'univers. Ils savent l'histoire de la terre, mieux que l'histoire elle-même ».
Antoine de Saint-Exupéry (1900-1944), qui aimait beaucoup les cèdres et qui par ailleurs avait séjourné au Liban en 1935, écrivait dans son œuvre Citadelle : « [l]a paix est un arbre long à grandir. Il nous faut, de même que le cèdre, aspirer encore beaucoup de rocaille pour lui fonder son unité ».
Pour les Libanais, le cèdre est un symbole d'espoir, de liberté et de mémoire. En 1920, un des textes de la proclamation du Grand Liban déclare : « [u]n cèdre toujours vert, c'est un peuple toujours jeune en dépit d'un passé cruel. Quoique opprimé, jamais conquis, le cèdre est son signe de ralliement. Par l'union, il brisera toutes les attaques ».
La couleur blanche sur le drapeau représente la neige qui est symbole de pureté et de paix. 
Les deux bandes rouges font référence au sang que les Libanais ont versé pour conserver leur pays face aux envahisseurs successifs. 
La pourpre, notamment employée pour colorer la bande de la toge romaine, qui fit la renommée des phéniciens, est aussi fortement évoquée dans le drapeau. 

## Feuille de construction
Selon l'article 5 de la Constitution libanaise, « [l]e drapeau libanais est composé de trois bandes horizontales : deux rouges encadrant une blanche. La hauteur de la bande blanche est égale au double de chacune des bandes rouges. Au centre de la bande blanche figure un cèdre vert dont la largeur occupe le tiers de celle-ci et qui, par son sommet et par sa base, touche chacune des bandes rouges ».

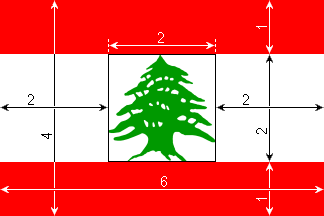
Feuille de construction du drapeau du Liban.

## Protocole
Aujourd’hui, le drapeau libanais est visible sur tous les bâtiments publics et militaires. Il flotte aussi sur les sièges des organisations régionales et internationales ainsi que sur les bâtiments abritant les représentations libanaises dans le monde. Le drapeau libanais est déployé lors des commémorations nationales.
Les jours où la parade du drapeau sur les bâtiments publics est rendue obligatoire par la loi sont les suivants :
| Date                        | Nom                    |
| --------------------------- | ---------------------- |
| 6 mai                       | Fête des martyrs       |
| 1er août                    | Fête des Forces armées |
| 22 novembre                 | Fête de l'indépendance |
| Source : Flags of the World |                        |

## Drapeaux anciens et modernes

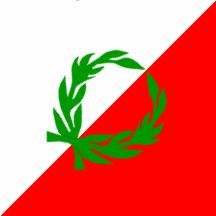
Drapeau des émirs Maanides (1119-1697)
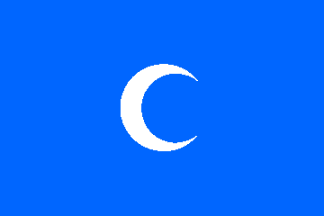
Drapeau des émirs Chehabistes (1697-1842)
Drapeau du Mont-Liban (1842-1920)
État du Grand-Liban (1920-1943)
République libanaise (1943)

## Autres drapeaux

Forces armées libanaises
Forces aériennes libanaises
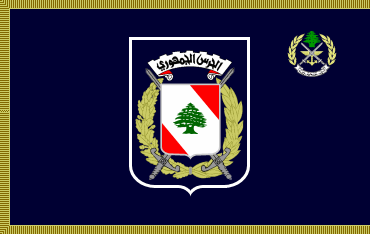
Garde républicaine libanaises

## Histoire

### L'Émirat du Mont Liban
L’émirat du Mont Liban est le nom attribué à une séquence de l'histoire du Mont-Liban et de ses périphéries, constitués en une entité politique relativement autonome de l'Empire ottoman et aux frontières changeantes. Il se caractérise cependant par une administration ottomane indirecte qui s'y exerce via le pouvoir de familles locales ainsi que par une symbiose des deux principales communautés du Mont-Liban, les druzes et les chrétiens.

#### Dynastie des Maan

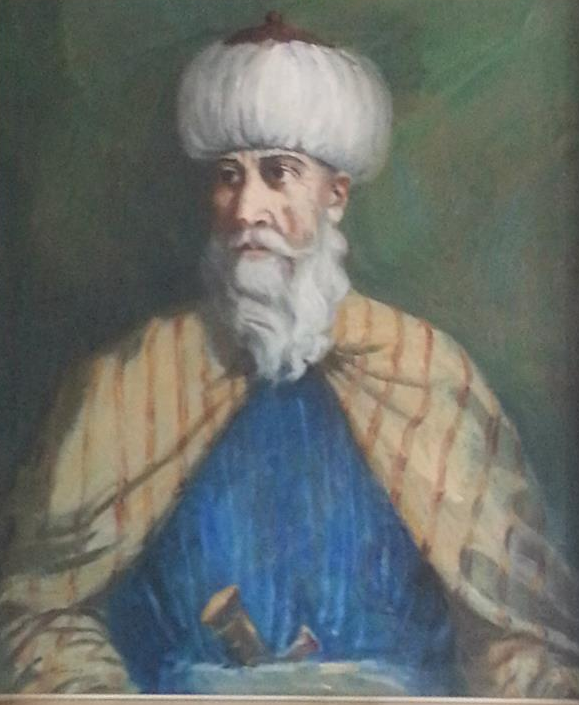
L'émir Fakhr-al-Din II (1591-1635)

Les Maan constituent le clan le plus puissant de la région du Mont-Liban. Ils s'y sont installés en 1119 avec l'aval de Togtakin (Tughtekin).
Fakhr-al-Din Ier (1516-1544) étend sa domination territoriale jusqu’à Tripoli au nord et Jaffa au sud.  Il fait construire des édifices publics et des fortifications, activité qui laisse supposer un maintien d’un calme relatif et d’une certaine prospérité durant son règne. 
Le règne de Korkmaz Ier (1544-1585) qui succède à son père Fakhr-al-Din I, est marqué par une relation conflictuelle avec le pouvoir central ottoman. En 1585, la tension éclate à la suite de l'attaque par des pillards d'un convoi officiel transportant la récolte des impôts de Syrie et d’Égypte. L'incident dit de la baie d’Akkar, provoque une violente réaction du pouvoir ottoman. Le sultan Murat III ordonne au gouverneur d’Égypte, Ibrahim pacha, de mener une expédition contre la montagne libanaise. L'émir Korkmaz Ier se dérobe alors dans le Chouf, où il aurait péri empoisonné.
Fakhr-al-Din II (1591-1635) est le plus connu des émirs Maanides et considéré avec Bachir Chehab II, comme l'un des fondateurs de la future nation libanaise. Cette place privilégiée que lui donne l’historiographie tient au fait que son règne est la véritable première affirmation juridico-politique d'une entité libanaise au sein de l'empire ottoman.
À partir de 1590, date de sa nomination comme gouverneur du Sanjak de Sidon, Fakhr-al-Din II réussit à étendre peu à peu sa domination territoriale, profitant notamment de la mobilisation des Ottomans contre la Perse. Malgré un exil provisoire, il réussit vers la fin de son règne à contrôler un territoire couvrant l'intégralité de celui du Liban moderne.
En 1632, Fakhreddine II refuse à l’armée ottomane de prendre ses quartiers dans l’émirat. Les Turcs ayant passé outre, il les attaque et les repousse jusqu’à Damas. La dégradation de la relation avec le sultan ottoman est alors irréversible. En 1635, Fakhreddine II est capturé, puis exécuté à Istanbul.

#### Dynastie des Chehab

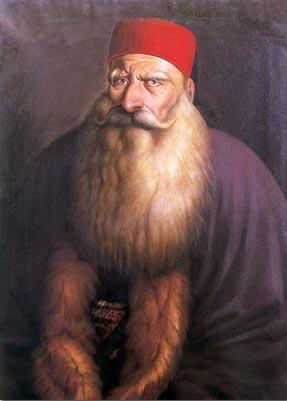
L'émir Bashir Chehab II (1767-1850)

En 1697, le dernier émir Maan meurt sans descendance mâle. Les Ottomans, affaiblis par leurs conflits d'Europe centrale ne rétablissent pas d’administration directe sur le Mont-Liban, mais la confient à une famille alliée des Maan, les Chehab. Cette nouvelle dynastie va dominer l’émirat jusqu’en 1842. 
Les émirs Chehab ont méthodiquement contribué au rapprochement du Mont-Liban avec les puissances européennes de l’époque et renforcé le rôle économique du Mont-Liban. Des liens culturels ont été établis avec l’Italie, le Royaume-Uni et l’Autriche, et la culture française a été particulièrement répandue.
Le long règne de Bachir Chehab II (1788-1840) est considéré comme l'un des plus importants de l'émirat. Bachir accède au pouvoir au terme de dix ans de luttes armées entre les Chéhab et Jazzar Ahmad Pacha devenu en 1775 pachalik de Sidon. Surnommé « Le Grand », il est habile, énergique et ambitieux. Il réforme la fiscalité et de tente de briser le système féodal, afin d'amoindrir ses rivaux. 
L'émir Bashir est capturé, envoyé en exil à Malte puis à Constantinople, où il meurt en 1850. Sa disparition de la scène politique marque le début d'une déstabilisation profonde du Mont Liban, sur fond de malaise social et de tensions communautaires entre druzes et chrétiens.
Pendant une courte période l'Empire ottoman exerce une domination directe sur le Liban jusqu'à la nomination comme Émir de Bachir Chehab III, un autre membre de la famille Chéhab.
Les émirs Chehab sont la dernière dynastie ayant gouverné au Liban.

### Le Liban moderne
Une prise de conscience nationale est à l’origine de l’adoption d’un drapeau libanais. En effet, certains membres du Conseil administratif prônaient, dès le début du siècle dernier, une « politique libanaise », afin que le Motassarrifya jouisse d’une certaine souveraineté dans le cadre de l’empire ottoman. Dans ce but, Shucri el-Khoury, dans son ouvrage intitulé Les trésors cachés du Liban, écrivait en 1907 : « Rien n’empêche le gouvernement de dresser la carte du Liban en y indiquant les frontières et fixant les postes de contrôle sur lesquels flottera le drapeau ottoman en y ajoutant une branche du cèdre en signe de reconnaissance, par la Sublime Porte, des privilèges libanais ».

Drapeau de l'Empire ottoman.

Ces mêmes privilèges sont, pour le Comité de défense des intérêts libanais, le témoignage historique de la « personnalité distincte » du Liban vis-à-vis son voisinage. Dans ce sens, le comité s’exprime ainsi : 
« Considérant, en ce qui concerne le Liban, qu’il a joui à travers les siècles de privilèges et d’immunités, que ni l’invasion arabe ni la domination turque n’ont pu lui enlever, et que, dans les changements que l’avenir lui réserve, il entend conserver vis-à-vis ces derniers, et dans le cadre élargi des frontières que nécessitent son existence économique, ses traditions, sa vie propre et sa personnalité distincte ».
Cette prise de conscience nationale se manifeste dans les milieux des émigrés libanais. Au Brésil, Shucri el-Khoury, propriétaire du journal Le Spynge, confirme en 1913, le drapeau utilisé au Mont-Liban : « C’est une surface blanche ayant en son milieu un cèdre ».
Cependant, après la victoire des Alliés en 1918, et la libération du Liban du joug turc, Shucri el-Khoury publie, dans son journal, une nouvelle version du drapeau libanais qu’il explique dans son éditorial.

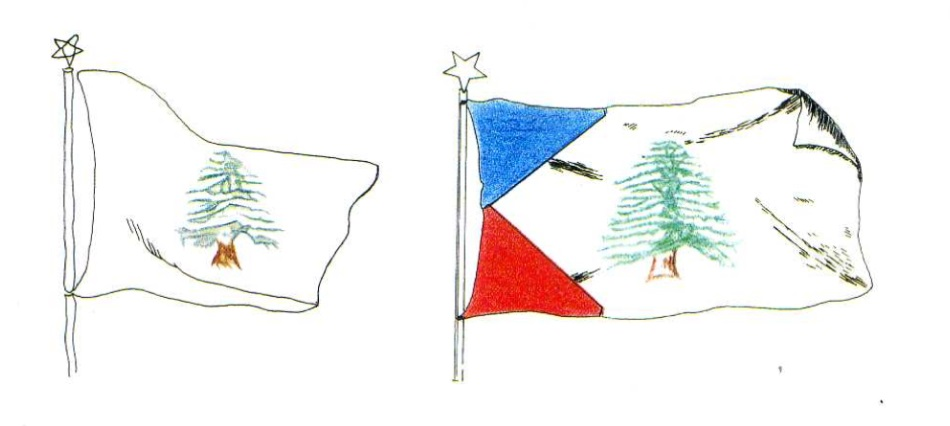
Drapeaux utilisés par la population libanaise.

« Le cèdre éternel rend sa beauté plus éclatante encore. Notre drapeau apparait aujourd’hui, ayant deux nouvelles couleurs empruntées au glorieux drapeau tricolore. Cela assure un bon futur à notre Chère Patrie attachée à l’éternelle France, notre libératrice et gardienne zélée de notre indépendance. O Noble France… nous vous demandons humblement de permettre que ce drapeau soit reconnu comme drapeau national libanais… il a été aussi gravé sur les Carnets d’immatriculation qui ont été fournis aux Libanais, à côté du drapeau français… Il représente nos sentiments patriotiques comme il représente encore notre attachement à vous, France immortelle… ».
Au Liban, c’est un autre drapeau qui fut adopté. Rachid Nakhlé, chef de la résistance libanaise, raconte dans ses mémoires, que : « le 2 novembre 1918, un drapeau blanc ayant en son milieu un cèdre fut hissé sur le Sérail de Baabda et y reste jusqu’en mai 1919 ».
Au mois de mai 1919, Naoum Moukarzel, propriétaire du journal al-Hoda et président de la Ligue libanaise de New York, appuie le patriarche Houwayek, chef de la deuxième délégation libanaise à la Conférence de la Paix, et lui assure que « le but de la majorité des Libanais hors le Liban est : l’indépendance du Liban dans ses anciennes frontières naturelles et historiques avec un drapeau national ». Plus tard, Moukarzel précise que « le drapeau libanais sera des mêmes couleurs que le drapeau français avec le cèdre emblématique sur le blanc ».
Il s’est avéré, cependant, que ce choix n’était que momentané. En effet, le 30 mai 1919, M. Sechet, administrateur militaire du Liban, décrit la situation comme suit : « Le mois de mai est caractérisé par la réaction très vive des Libanais chrétiens contre l’emprise chérifienne dont ils se sont crus menacés. Le Conseil administratif, les municipalités, le clergé surtout, ont entrepris une véritable campagne pour l’indépendance : des drapeaux blancs avec cèdre ont été arborés, soit seuls, soit à côté de drapeaux français. Devant notre complaisance à l’égard du programme chérifien, notre hésitation même à affirmer que nous ne pourrions admettre un seul instant que les privilèges du Liban fussent moins grands demain, qu’hier, l’inquiétude, la déception, le dépit même, se sont fait jour ».
Le rapport de Sechet ajoute : « Ce drapeau blanc avec cèdre, sans le moindre rappel des trois couleurs, a été arboré particulièrement dans le Batroun et le Kesrouan, par les populations locales et prêtes jadis à demander l’annexion pure et simple de la France ou au moins son protectorat ».

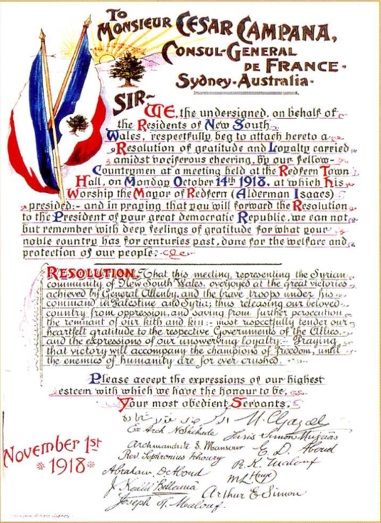
Adresse de félicitations envoyée par des émigrés de Sydney au consul général de France.

L’inquiétude des Libanais et leur déception de la politique française vis-à-vis de l’indépendance du Liban se sont confirmées au début de l’année 1920, En effet, le 7 mars 1920, le congrès syrien, tenu à Damas, a proclamé l’indépendance de la Syrie, dans ses frontières naturelles, tout en prenant en considération les aspirations nationales des Libanais en ce qui concerne le Liban dans ses frontières actuelles. Cette déclaration de Damas a eu au Liban un très grand retentissement. Robert de Caix écrit : « Tout le monde a cru que nous étions de «mèche» avec l’émir, et que nous abandonnons le Liban ».
Dans cette situation équivoque, et pour dissiper la méfiance qui trouble les relations des Libanais avec la France, le Conseil administratif, en accord avec les autorités françaises, décide de réagir. Le 22 mars 1920, une manifestation a eu lieu à Baabda, capitale du Liban : « elle était, selon Robert de Caix, bien préparée. Conduite avec une certaine autorité, elle a abouti exactement à l’ordre du jour que nous voulions et a choisi comme drapeau du Liban le tricolore, avec le Cèdre ».
Les manifestants de Baabda exigent à l’unanimité entre autres : « L’affirmation de l’union du Liban avec la France, consacrée par le choix, comme emblème national, du drapeau tricolore avec le Cèdre dans bande blanche ».
Ce drapeau, salué par le général Gouraud comme « symbole de la liberté », est adopté officiellement en 1926. « Le drapeau libanais, d’après l’article 5 de la Constitution, est bleu, blanc, rouge, en bandes verticales égales avec un cèdre sur la partie blanche ».
Les couleurs du drapeau avec le cèdre illustraient, de 1920 jusqu’à 1943, les liens d’amitié qui attachaient le Liban à la France. Le tricolore avait par conséquent une portée politique tant que l’État mandataire préparait le Liban à l’indépendance. En 1943, les Libanais considérèrent, dans des circonstances internationales favorables que le moment était venu pour accéder à un Liban indépendant et souverain. Ce qui signifiait, pour la France libre, une rupture à laquelle les Libanais ont été poussés sous l’influence anglaise.
Sur l’insistance du gouvernement de Riad el Solh et la réaction du Haut-Commissaire J. Helleu, le mois de novembre 1943 connut une série d’évènements parmi lesquels nous signalons la modification du drapeau libanais confirmée par la loi constitutionnelle du 7 décembre 1943. Cette loi « vise uniquement la mise à exécution de la motion adoptée par les sept députés, parvenus, dans la matinée du 11 novembre, à s’introduire dans l’enceinte du Parlement dont les forces de l’ordre les avaient peu après expulsés. Les sept députés en question étaient Maroun Kanaan, député du Liban Sud ; Henri Pharaon, député de la Béqaa ; Saadi Mounia, député du Liban Nord ; Mohamad al-Fadi, député du Liban Sud ; Saeb Salam, député de Beyrouth ; Rachid Beydoun, député du Liban Sud ; Sabri Hamadé, président de la Chambre et Khalil Takieddine, secrétaire général du Parlement.
Modifiant l’article 5 de la Constitution, elle porte adoption des nouvelles couleurs nationales décrites par le présent article 5, comme suit :
« Le drapeau libanais est composé de trois bandes horizontales : deux rouges encadrant une blanche. La hauteur de la bande blanche est égale au double de chacune des bandes rouges. Au centre de la bande blanche figure un cèdre vert dont la largeur occupe le tiers de celle-ci et qui, par son sommet et par sa base, touche chacune des bandes rouges ».

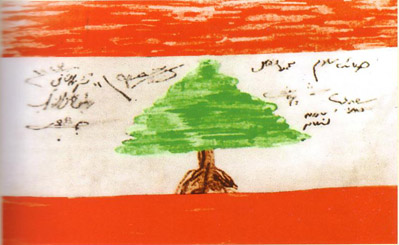
Drapeau approuvé par les membres du Parlement.

Le nouveau drapeau était ainsi confirmé par la loi Constitutionnelle, il reste à savoir, enfin à qui revient l’idée de sa conception.
Maître E. Rabbath, dans son ouvrage intitulé La Constitution libanaise, donne l’explication suivante : « Dans le climat insurrectionnel qui suivit le 11 novembre, la suspension de la Constitution, la mise en état d’arrestation de Cheikh Béchara el-Khoury, président de la République, de Riad el-Solh, chef du gouvernement, ainsi que celles de quelques ministres et députés, sept parlementaires étaient parvenus à pénétrer dans l’enceinte de la Chambre qu’encerclaient les troupes françaises; au cours d’une réunion de quelques minutes, l’un d’eux avait hâtivement dessiné les nouvelles couleurs de remplacement, avec le maintien du Cèdre, symbole de la Montagne pérenne. Ses collègues l’adoptèrent séance tenante. Leur geste spontané portant, le cèdre traditionnel mis à part, sur un choix de couleurs sans rapport avec l’histoire du Liban, fut inséré dans la seconde loi constitutionnelle de 1943 qui substitua cette nouvelle description du drapeau à l’ancienne ».
Mounir Takieddine, dans son ouvrage intitulé la  Naissance de l’indépendance, relate que : « Vers 10h du matin, sept députés… parvenus à se réunir dans l’enceinte du Parlement, en la présence du secrétaire général de la Chambre, Khalil Takieddine, qui rédigea le procès-verbal, furent unanimes à décider le changement immédiat des couleurs nationales : sur-le-champ, Saadi Mounla en dessina, avec un crayon rouge, les contours. Faute d’un crayon vert, pour le cèdre, il fut marqué au crayon ordinaire. Le document fut signé de suite par les députés qui prêtèrent serment, debout, de défendre les nouvelles couleurs, symbole de l’indépendance ». L’auteur omet toutefois de donner le nom du député qui avait émis la proposition. Henri Pharaon, dans une interview accordée au Nahar, soutient que ce fut lui qui en avait fait la proposition.
La recherche historique nous permet de faire un autre récit de l’évènement : Pierre Gemayel avait déclaré au mois de décembre 1970, dans une interview télévisée, que ce sont les Kataeb qui ont conçu le projet du nouveau drapeau libanais et que, sur sa proposition, le gouvernement de Bchémoun l’avait adopté.
Les détails de cette thèse sont confirmés par le quotidien Beyrouth et d’autres sources. Le drapeau libanais était un sujet de controverse entre les communautés libanaises. Le parti Kataeb, en réclamant le changement de l’ancien drapeau, cherchait une formule qu’accepteraient tous les Libanais. Pierre Gemayel s’en charge ; il consulte Maurice Chéhab, directeur des Antiquités du Liban, qu’il rencontra dans sa pharmacie sise à la place des Canons. « Peut-on créer un drapeau national issu de nos traditions? ». Et Chéhab répond : « Sans doute! Toute l’histoire du Liban est faite du conflit entre les deux partis Qaysi et Yéméni. Le rouge est la couleur du parti Qaysi, et le blanc est celle du deuxième parti. Si nous réunissons les deux couleurs en un seul drapeau avec le cèdre, nous confirmerons l’entente des Libanais sur les problèmes nationaux ».
L’idée plut à Gemayel qui la proposa à Riad al-Solh, Saeb Salam et Abdel-Hamid Karamé qui avait, en 1936, proposé la première formule du pacte national. De son côté, Pierre Gemayel chargea le phalangiste Sami Dahdah de dessiner le nouveau drapeau que cousut l’épouse de Félix Hobeyka.
Dans la matinée du 11 novembre 1943, Pierre Gemayel présenta aux députés le dessin du nouveau drapeau et leur demanda de l’adopter officiellement. Ce fut fait par les sept députés parvenus à se réunir au Parlement ; ils signèrent eux-mêmes une proposition de modification de l’article 5 de la Constitution, permettant de changer celui dessiné par Saadi Mounla. Le 20 novembre, Abdo Saab et Joseph Saadé reçurent l’ordre de faire parvenir le nouveau drapeau au gouvernement siégeant à Bchémoun pendant l’arrestation, par les autorités françaises, du président de la République, Cheikh Béchara el-Khoury, du chef du gouvernement, Riad el-Solh, et des ministres : Camille Chamoun, Sélim Takla, Adel Osseyran et Abdel-Hamid Karamé, député du Liban Nord. Tous les arrêtés furent dirigés immédiatement du Fort de Rachaya.
L’original du nouveau drapeau était conservé à la Maison des Kataeb ; il fut remis en 1961, au Musée National.

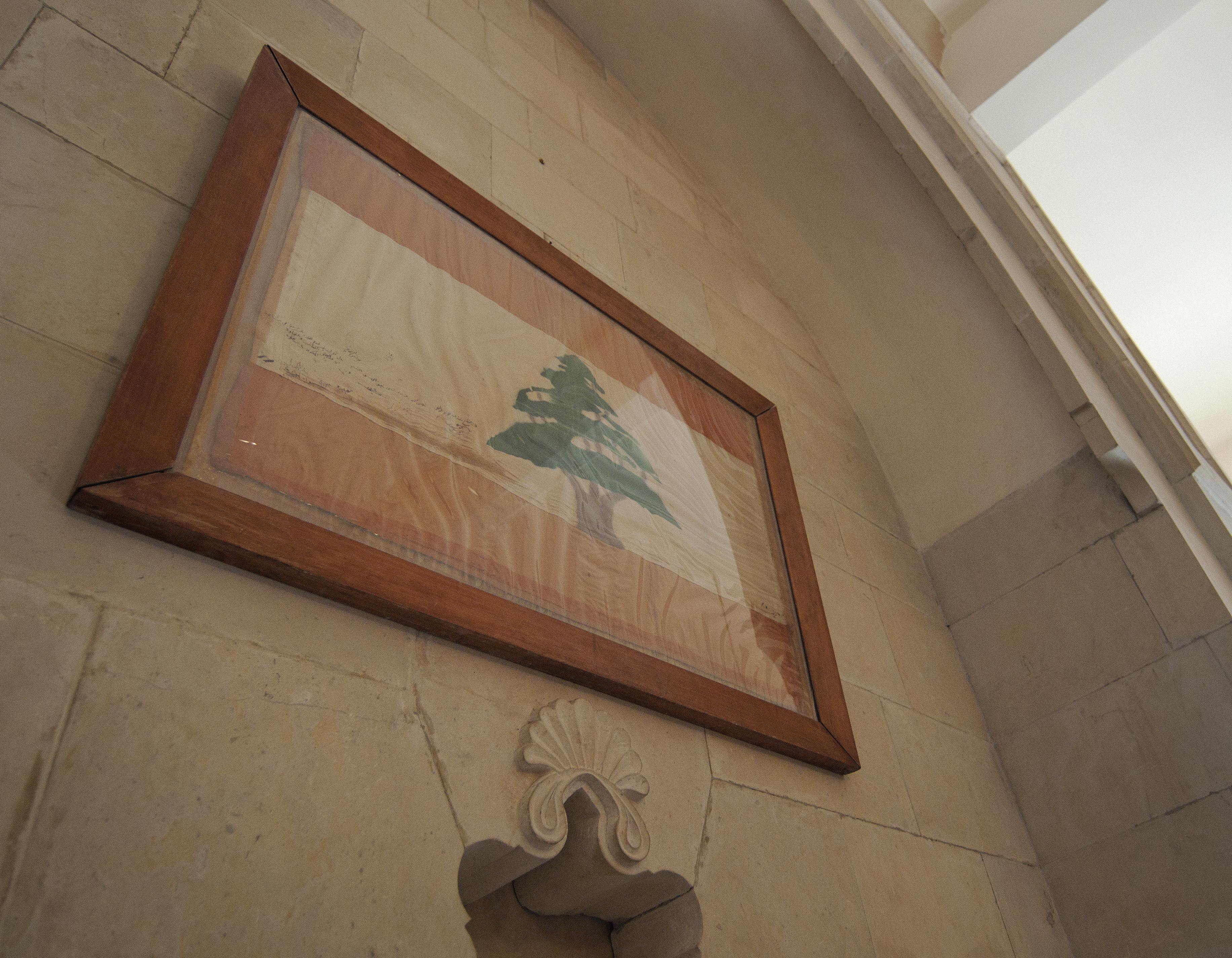
L'original du nouveau drapeau qui fut remis par le parti Kataeb au Musée National. Le drapeau se trouve désormais au Palais présidentiel de Beiteddine.

## Déclinaisons

### Les armoiries de la République
Les armoiries de la République libanaise sont composées d'un champ de gueules, à la barre d'argent ; sur le tout figure un cèdre de sinople, l'arbre national.
Les armoiries du Liban reprennent les couleurs du drapeau national. 

### Le sceau présidentiel

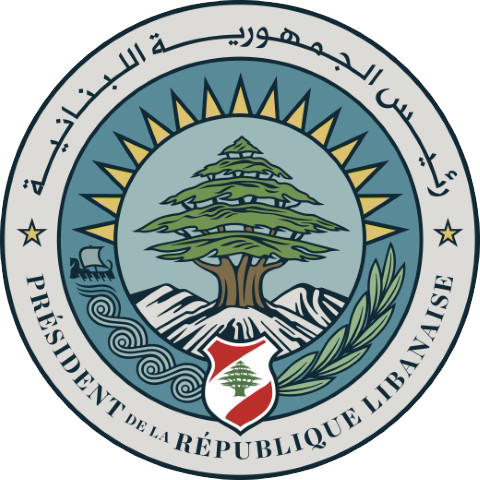
Sceau présidentiel.

Le sceau est officiellement utilisé pour les différents événements ainsi que pour la correspondance du président et de la présidence. Il a été conçu dans l’objectif de donner un cachet unique et particulier de force et d’excellence au sceau de cette institution capitale dans l’histoire actuelle et l'avenir du peuple libanais.
Le sceau reflète l’histoire du Liban ainsi que son identité culturelle et sa riche civilisation. Le sceau regroupe plusieurs symboles et significations puisés de la mémoire nationale collective, dont le Cèdre, éternel symbole du Liban, les rayons du Soleil qui représentent le Levant, dont le Liban est le cœur rayonnant, les étoiles qui représentent le rayonnement des Libanais ainsi que les montagnes couronnées de neiges éternelles, symboles de fierté et de pureté.
Parmi les symboles adoptés, on compte également la branche d’olivier qui représente la paix ainsi que la barque phénicienne qui renvoie à l’histoire du Liban et à l’invention de l’alphabet, patrimoine culturel du pays. Les vagues sur lesquelles vogue la barque représentent le littoral libanais et symbolisent l’ouverture du Liban sur le monde. Les armoiries ont également été conservées puisqu’elles représentent, historiquement, le symbole de la présidence au Liban.
En plus des symboles adoptés pour la conception des sceaux, les couleurs choisies portent également une signification particulière : le jaune pour les rayons du Soleil, le bleu foncé pour les vagues, le blanc pour les neiges éternelles et le bleu clair pour le ciel.
En vue de compléter les symboles des sceaux, une écriture latine a été spécialement conçue en vue de donner un cachet unique, moderne et élégant au sceau. Plus encore, le concepteur a également modernisé l’écriture arabe calligraphique afin de créer une certaine harmonie avec les lettres latines.

### Les Forces armées et sécurité intérieure
Le cèdre est repris dans les emblèmes des Forces armées libanaises et des forces de sécurité.

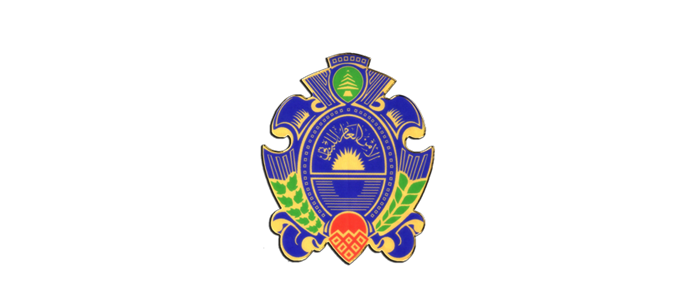
Direction générale de la sûreté générale (1921)
Forces armées libanaises (1945)
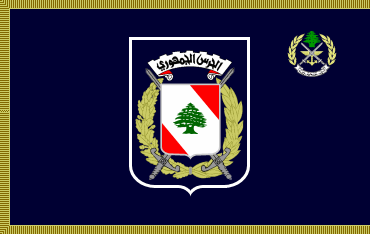
Garde républicaine (1984)